# Mac OS X Lion
Mac OS X Lion, deutsch „Löwe“, Versionsnummer 10.7, ist die achte Hauptversion von macOS, dem Desktop-Betriebssystem von Apple, das seinerzeit unter dem Namen Mac OS X eingeführt wurde. Vermarktet wurde das Betriebssystem bereits als OS X Lion, ohne „Mac“ im Namen. Es folgte auf Mac OS X Snow Leopard, wurde am 20. Juli 2011 veröffentlicht und kostete 22 Euro, bevor es seit Mitte 2021 kostenlos zum Download verfügbar gemacht wurde. Es wurde bei einer Produktpräsentation mit dem Titel „Back to the Mac“ am 20. Oktober 2010 erstmals der Öffentlichkeit vorgestellt. Die erste Entwicklerversion war ab dem 24. Februar 2011 für Mitglieder des Apple Developer Programs verfügbar.
Zu den wichtigsten Neuerungen gehören die Einführung von Bedienelementen aus dem firmeneigenen Betriebssystem Apple iOS für sogenannte „Post-PC-Geräte“ und die Integration der ESD-Plattform Mac App Store. Das Betriebssystem wurde primär als Download über den Mac App Store vertrieben, der als Betriebssystem mindestens Mac OS X Snow Leopard ab Version 10.6.6 voraussetzte. Seit dem 16. August 2011 wurde das System außerdem zu einem höheren Preis auf einem USB-Speichermedium vertrieben.
Der Funktionsumfang der bisherigen Server-Variante des Betriebssystems, bis Snow Leopard (Version 10.6 von 2009) noch als separates Betriebssystem Mac OS X Server veröffentlicht, ist für Lion bzw. Version 10.7 nun ein kostenpflichtiges Upgrade, als „OS X Server 1.0“ im Mac App Store vertrieben, und macht das Betriebssystem zum „Lion Server“. Eine separate Server-Version 10.7 entfällt.
Innerhalb der ersten 24 Stunden nach Veröffentlichung wurde das Betriebssystem mehr als eine Million Mal heruntergeladen. Bis Anfang Oktober 2011 wurden sechs Millionen Kopien der Software verkauft, bis Juli 2012 26 Millionen Kopien. 30 % aller Mac-OS-X-Installationen liefen im Februar 2012 mit Mac OS X Lion, das hinter Mac OS X Snow Leopard den zweitgrößten Anteil der Versionen innehatte.
Die letzte Aktualisierung ist Version 10.7.5 vom 19. September 2012. Der Nachfolger heißt OS X Mountain Lion, Version 10.8, und wurde am 25. Juli 2012 veröffentlicht.

## Änderungen und Neuerungen (Auswahl)
- Adressbuch – neu gestaltete Oberfläche, Unterstützung des Datenabgleichs mit Yahoo-Konten, Verlinkung von Profilen bei sozialen Netzwerken
- AirDrop – Funktion zur Verbreitung und gemeinsamen Nutzung von Dateien über Wi-Fi
- Address Space Layout Randomization (ASLR) – vollständige Unterstützung der erstmals in Mac OS X Leopard (Version 10.5) implementierten Technik
- AutoSave – unterstützte Programme sichern bearbeitete Dateien automatisch
- Bedienungshilfen – insgesamt 32 Stimmen zur Sprachausgabe, die 23 Sprachen abdecken, darunter auch Deutsch; verbesserte VoiceOver-Funktionalität; mehr Codetabellen für Brailleschrift
- Boot Camp bietet keine Unterstützung für Neuinstallationen von Windows XP und Windows Vista. Vorhandene Installationen werden weiterhin unterstützt.[12]
- FileVault 2 – verschlüsselt gesamte Festplatte („Full Disk Encryption“) statt nur dem Benutzerverzeichnis, unterstützt XTS-AES 128 und externe Festplatten
- Finder – überarbeitete Oberfläche, zusätzliche Betrachtungs- und Sortieroptionen von Ordnern und Dateien, Suchvorschläge
- iCal – neu gestaltete Oberfläche, überarbeitete Tagesansicht, ergänzte Jahresansicht
- iChat – Unterstützung für Yahoo Messenger, Plugin-Schnittstelle zum Hinzufügen weiterer Chat-Dienste[13]
- Launchpad – Bedienkonzept zur Auswahl und zum Starten von Programmen
- Mac App Store – feste Integration der Software-Distributions-Plattform, erweiterter Funktionsumfang („In-App-Purchase“, Benachrichtigungen)
- Mail 5 – neu gestaltete Oberfläche in Anlehnung an das E-Mailprogramm des iPads, Unterstützung  für Exchange 2010, chronologische Darstellung von Mail-Konversationen, erweiterte Suchfunktion
- Mail, Kontakte, Kalender-Einstellungen: Einheitliche Verwaltung von E-Mail-, Kalender- und Adressbuchaccounts
- Mission Control – kombinierte Übersicht über die Programme Spaces, Expose und Dashboard sowie laufende Vollbildprogramme
- OpenGL 3.2 – vollständige Unterstützung der OpenGL-3.2-API
- Photo Booth – Gesichtserkennung, neue Effekte
- Profile Manager – profilbasierte Verwaltung von iOS-Geräten
- QuickTime – Implementation ausgewählter Funktionen des vormaligen Programms Quicktime Pro
- Recovery HD – Neuinstallation ohne separates Rettungsmedium (Wiederherstellungspartition)
- Resume – Wiederherstellung von Programmen nach Neustart
- Sandbox-Funktionalität für Anwendungen, die durch deren Entwickler konfiguriert werden kann. Das Sandboxing gab es bereits in vorherigen Versionen von Mac OS X, jedoch hatte Apple die Sandbox-Technologie intern gehalten, indem die Schnittstelle nicht freigegeben wurde.
- Safari – WebKit2-Unterstützung
- Der Schlüsselbund kann jetzt im grafischen Modus eine Zertifizierungsstelle unter Verwendung der Elliptic Curve Cryptography erstellen.
- Versionen – Möglichkeit, auf verschiedene Versionen einer Datei zuzugreifen, ähnlich dem Bedienkonzept des Sicherungsprogramms Time Machine
- Ein Vollbildmodus ist im System integriert und wird von den meisten mitgelieferten Programmen unterstützt.

Verschiedene Betriebssystembestandteile, darunter die Mediencenter-Oberfläche Front Row, eine vorinstallierte Java-Laufzeitumgebung und die Emulationssoftware Rosetta, die das Ausführen von Programmen für PowerPC-Prozessoren ermöglichte, werden nicht mehr unterstützt. Auch iSync ist kein Bestandteil von Mac OS X mehr, lässt sich aber über Umwege nachträglich installieren. In der Server-Variante wurde MySQL durch PostgreSQL ersetzt.
Tomcat und der QuickTime Streaming Server (QTSS) werden ebenfalls nicht mehr unterstützt.

## Systemanforderungen
- Mac-Modell mit Intel-Core-2-Duo-Prozessor oder nachfolgenden Prozessoren der Serien Intel-Core-i und Intel Xeon, 2 Gigabyte Arbeitsspeicher.[4]

## Versionsgeschichte
| Mac-OS-X-Version | -Build | Darwin-Version | Erscheinungsdatum | Anmerkung |
| ---------------- | ------ | -------------- | ----------------- | --- |
| 10.7             | 11A511 | 11.0           | 20. Juli 2011     | Erste veröffentlichte Version                                                                                 |
| 10.7.1           | 11B26  | 11.1           | 16. August 2011   | Fehlerbehebungen, Sicherheitsupdates, Stabilitätsverbesserung der Wi-Fi-Verbindungen                          |
| 10.7.2           | 11C74  | 11.2           | 12. Oktober 2011  | Fehlerbehebungen, Sicherheitsupdates, iCloud-Unterstützung, Safari 5.1.1                                      |
| 10.7.3           | 11D50  | 11.3           | 1. Februar 2012   | Fehlerbehebungen, Sicherheitsupdates, neue Sprachversionen, Safari 5.1.3                                      |
| 10.7.4           | 11E53  | 11.4           | 9. Mai 2012       | Fehlerbehebungen, Sicherheitsupdates, Kompatibilitätsverbesserung mit britischen USB-Tastaturen, Safari 5.1.6 |
| 10.7.5           | 11G63  | 11.4.2         | 4. Oktober 2012   | Fehlerbehebungen, Sicherheitsupdates, Gatekeeper                                                              |